# W34 (ядерна боєголовка)
Ядерна боєголовка W34 — американська ядерна бомба, розроблена та розгорнута в середині 1960-х років.

## Опис
Розміри W34 становлять 430 міліметрів,  у діаметрі та 860 міліметрів у довжину.  Ядро пристрою важить від 141 до 145 кілограмів  залежно від моделі.  Потужність W34 становив 11 кілотонн.
Деякі джерела описують конструкцію W34 як ідентичну первинній частині ядерної бомби B28.  Це помістило б його до основного сімейства ядерної зброї типу "Python".  Розміри та вага W34 узгоджуються з боєголовкою W40, яка ще більш ототожнюється з основним сімейством зброї Python.

## Використання
W34 було використано в кількох програмах: ядерна глибинна бомба Mk 101 Lulu, підводна ядерна бомба Mark 45 ASTOR і ядерна бомба Mark 105 Hotpoint.
Mk 101 Lulu вироблявся з 1958 року і використовувався до остаточного виведення з експлуатації в 1971 році. Всього було виготовлено 2000.  Mark 45 ASTOR випускався з 1958 року і використовувався до 1976 року;  Випущено 600 ASTOR.  Бомба Mark 105 випускалася з 1958 по 1965 рік, було виготовлено 600 бомб.
Деякі джерела описують конструкцію W34 як ідентичну первинній частині ядерної бомби B28.  Це помістило б його до основного сімейства ядерної зброї Python.  Розміри та вага W34 узгоджуються з боєголовкою W40, яка більш надійно ототожнюється з основним сімейством зброї Python.